# Anna Hutchison
Anna Hutchison (Auckland, 8 febbraio 1986) è un'attrice cinematografica e televisiva neozelandese.

## Carriera
Dopo aver frequentato il Royal Trinity College Speech & Drama ad Auckland, inizia lavorando in varie serie e film tv, prodotte in Nuova Zelanda e in Australia. Prenderà parte nel 2006 al film Wendy Wu: Guerriera alle prime armi.
Ottiene una discreta notorietà per aver recitato nel 2008 il ruolo di Lily Chilman nella serie Power Rangers Jungle Fury , mentre nel 2009 interpreta Alison Dine nella seconda stagione della serie televisiva Nine Network Underbelly
Nel 2012 reciterà nel film di Drew Goddard Quella casa nel bosco.Interpreterà Laeta nel 2013 nella serie Spartacus, inoltre reciterà la parte di Sasha in alcuni episodi della serie Anger Management.

## Filmografia

### Cinema
- Quella casa nel bosco (The Cabin in the Woods), regia di Drew Goddard (2012)
- Blinder, regia di Richard Gray (2013)
- Appuntamenti pericolosi (Swipe), regia di Matthew Leutwyler (2016)
- Miscela d'amore (Love & Coffee), regia di David Jackson (2016)
- Sugar Mountain, regia di Richard Gray (2016)
- Vendetta - Una storia d'amore (Vengeance: A Love Story) regia di Johnny Martin (2017)
- Fratelli di sangue (Splitting Image), regia di Nick Everhart (2017)
- Encounter - Il contatto (Encounter), regia di Paul Salamoff (2018)
- Masks Don't Lie, regia di Sylvia Kurth (2018)
- Purge of Kingdoms, regia di Ara Paiaya (2019)
- Robert the Bruce - Guerriero e re (Robert the Bruce), regia di Richard Gray (2019)
- Fama da assassino (Killer Reputation), regia di Ben Meyerson (2019)
- Due donne e un segreto (Secrets at the Lake), regia di Tim Cruz (2019)

### Televisione
- Shortland Street – serie TV, 6 episodi (2002-2004)
- Orange Roughies – serie TV, episodi 1x01 e 1x02 (2006)
- Wendy Wu: Guerriera alle prime armi (Wendy Wu: Homecoming Warrior), regia di John Laing – film TV (2006)
- Power Rangers Jungle Fury – serie TV, 32 episodi (2008)
- La spada della verità (Legend of the Seeker) – serie TV, episodio 1x07 (2008)
- Underbelly – serie TV, 13 episodi (2009)
- Go Girls – serie TV, 37 episodi (2009-2012)
- Panic at Rock Island, regia di Tony Tilse – film TV (2011)
- Sea Patrol – serie TV, episodio 5x10 (2011)
- Wild Boys – serie TV, 10 episodi (2011)
- Spartacus – serie TV, 10 episodi (2013)
- Anger Management – serie TV, 6 episodi (2013-2014)
- Auckland Daze – serie TV, episodio 2x05 (2014)
- Una nuova Kim (The Right Girl), regia di Bradford May – film TV (2015)
- Wrecker, regia di Micheal Bafaro – film TV (2016)
- Riuniti a Natale (A Firehouse Christmas), regia di George Erschbamer – film TV (2016)
- Kingdom – serie TV, episodio 3x05 (2017)
- Le nozze dei Davers (Murder at the Mansion), regia di Sam Irvin – film TV (2018)
- Kinne Tonight – serie TV, episodi 1x01, 1x02 e 1x03 (2019)
- Broken Ground – miniserie TV, episodio 1x02 (2019)
- Due cuori e una baita (Starting Up Love), regia di Tim Cruz – film TV (2019)
- Il filo dell'amore (A Love Yarn), regia di Peter Burger – film TV (2021)
- La meta del cuore (Destination Love), regia di Aidee Walker – film TV (2021)
- My Life Is Murder – serie TV, episodio 2x04 (2021)

### Cortometraggi
- The Lost One, regia di Yvette Thomas (2006)
- Rotting Hill, regia di James Cunningham (2012)
- Drive By, regia di Trevor Marsh (2016)

## Doppiatrici italiane
Nelle versioni in italiano delle opere in cui ha recitato, Anna Hutchison è stata doppiata da:
- Emanuela Damasio in Una nuova Kim, Fama da assassino, Il filo dell'amore
- Francesca Manicone in Fratelli di sangue, Due donne e un segreto
- Benedetta Degli Innocenti in Vendetta - Una storia d'amore
- Valentina Mari in Robert the Bruce - Guerriero e re
- Letizia Scifoni in Power Rangers Jungle Fury
- Ughetta d'Onorascenzo in Quella casa nel bosco
- Valentina De Marchi in Due cuori e una baita
- Daniela Abruzzese in La meta del cuore
- Giò Giò Rapattoni in Le nozze dei Davers
- Alice Bertocchi in Anger Management
- Barbara Pitotti in Miscela d'amore
- Federica De Bortoli in Underbelly
- Chiara Colizzi in Spartacus